# 宮島醤油
宮島醤油株式会社（みやじましょうゆ、英: Miyajima Shoyu Co.,Ltd.）は、佐賀県唐津市に本社を置く日本の調味料メーカーである。

## 概要
創業は1882年（明治15年）。醤油、味噌などの製造・販売を行っている。商圏エリアは九州と中国地方の一部。工場は唐津市と栃木県宇都宮市に所在する。
本社工場は唐津市船宮町にあり、1930年（昭和5年）に建てられた白壁倉庫（延べ床面積約295平方メートル）は同社のシンボル的な存在となっている。
2023年（令和5年）夏にはしょうゆ製成工場が完成した。2024年（令和6年）6月30日にはトラックの出入りを容易にするため、唐津くんち13番曳山「鯱（しゃち）」の水主（かこ）町の協力で、白壁倉庫を人力の曳家によりロープで引っ張り20メートル移動した。
敷地内には佐賀県醤油協業組合があり、また組合の工場が加盟会社により共同で管理、運営されている。

## 沿革

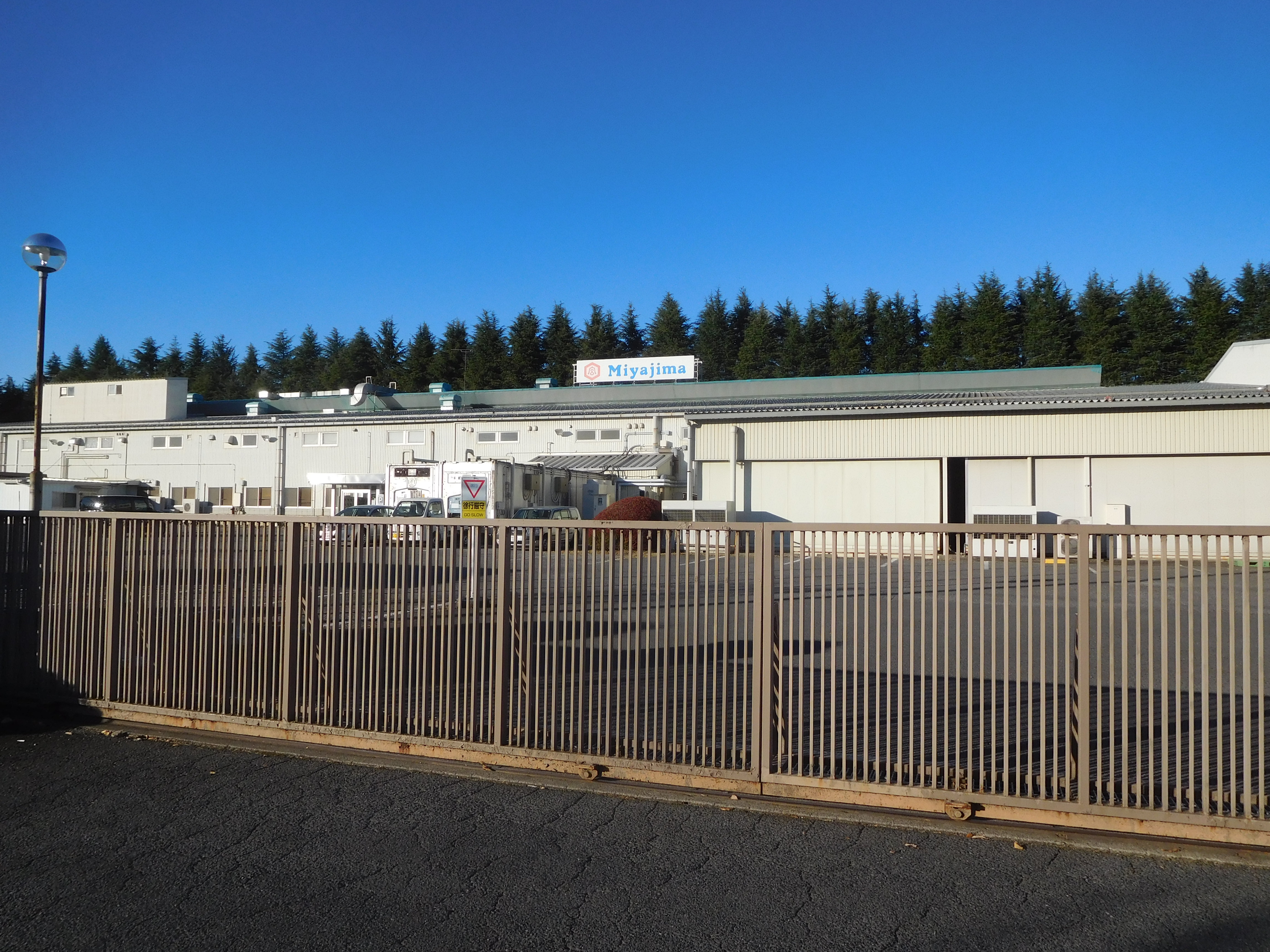
宇都宮工場

- 1882年（明治15年）6月 - 佐賀県唐津市で醤油・味噌製造業「富田屋」を創業。
- 1910年（明治43年） - 合資会社宮島商店を資本金10万円で設立。
- 1918年（大正7年） - 株式会社宮島商店を資本金50万円で設立。
- 1950年（昭和25年）5月 - 株式会社宮島商店を宮島醤油株式会社と宮島商事株式会社に分離。
- 2000年（平成12年）8月 - 栃木県宇都宮市のハインツ日本宇都宮工場を買収し、宮島醤油宇都宮工場として開設[4]（九州の醤油メーカーでは唯一、東日本に製造拠点を置いている）。
- 2010年（平成22年）4月1日 - チタカ・インターナショナル・フーズ株式会社より外食事業やデザートの製造・販売事業を除く加工食品事業を譲受。同日東京営業所および名古屋営業所を開設。

## 事業所

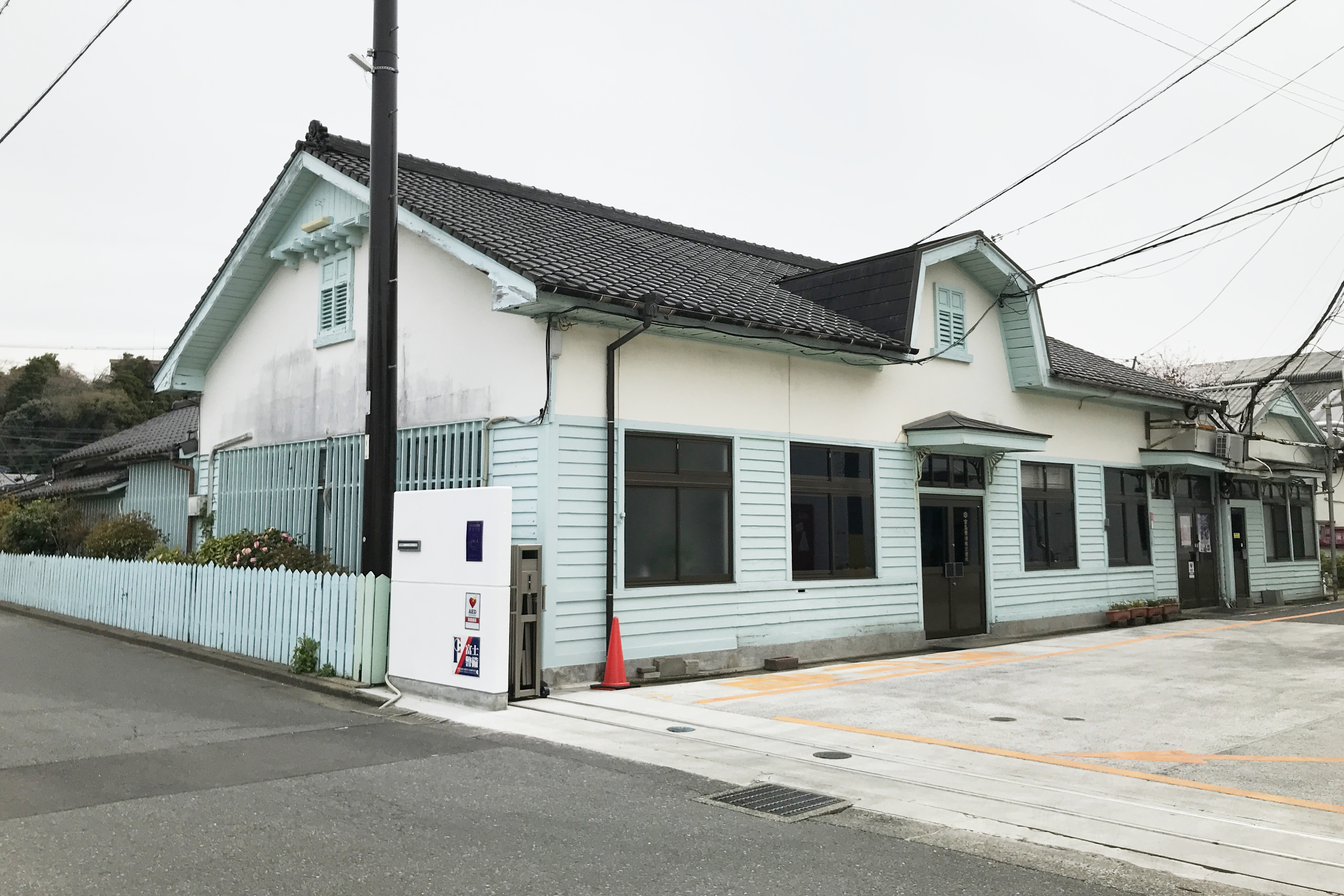
本社事務所

### 本社
佐賀県唐津市船宮町2318番地

### 西日本営業部
本社営業所
佐賀県唐津市船宮町2302番地24
佐賀営業所
佐賀県佐賀市巨勢町大字高尾97番地1
福岡営業所・量販課
福岡県福岡市南区清水4丁目4番14号
北九州営業所
福岡県北九州市小倉北区中井5丁目7番29号
広島営業所
広島県広島市中区広瀬北町3番36号 広瀬北町ビル1階103号室
佐世保営業所
長崎県佐世保市下本山町1386番地1
熊本営業所
熊本県熊本市南区近見8丁目11番28号

### 東日本営業部
東京営業所
東京都千代田区神田和泉町1番地 13の1水戸部ビル6階
名古屋営業所
愛知県名古屋市千種区内山3丁目10番17号 今池セントラルビル6階B-1室
大阪出張所
大阪府吹田市江坂町1丁目23番43号ファサード江坂ビル303

### 営業本部・企画部
福岡県福岡市南区清水4丁目4番14号

### 工場
本社工場
佐賀県唐津市船宮町2318番地
妙見工場
佐賀県唐津市中瀬通1番18
宇都宮工場
栃木県宇都宮市清原工業団地29番
醤油は生産しておらず、大手企業のOEMや業務用の缶詰、レトルトパウチ食品、冷凍食品を生産する。宇都宮餃子など栃木県の食とのコラボレーション商品も手掛ける。

## 主な商品

### 醤油
- 特級ばら
- ばら
- ひまわり
- 佐賀のしょうゆ
- さしみ
- かつおしょうゆ
- 減塩しょうゆ
- かけしょうゆ

### 味噌
- あじわい
- 佐賀無添加みそ
- 有機栽培丸大豆100%使用みそ
- 合わせみそ生

### その他調味料
- つゆ
- うどんスープ
- 長崎ちゃんぽんスープ
- 関西風焼きそばソース
- 博多もつ鍋スープ
- 焼肉のたれ
- ぎょうざのたれ
- ゆずぽん酢
- 三杯酢

### レトルト食品
- カレー
- ハヤシ
- パスタソース
- スープ

## 社員教育
従業員向けの教育機関として「宮島技術学校」を2005年（平成17年）に設置し、大学から大学院レベルの物理化学、微生物学、食品加工学の授業を開講している。受講は自薦を主とし、月1回1年間学習する。
2004年（平成16年）より毎年各工場から1 - 2人を選抜し、本務地とは違う工場へ3か月間出向させる「工場間交流」を実施している。従業員の多くが地元出身で特定の業務に特化しているため、広い視野を持つ多能工を育成する目的で行っている。

## 提供番組
- RKBニュースワイド（RKB毎日放送。1975年（昭和50年） - 1994年（平成6年））

## 関連会社

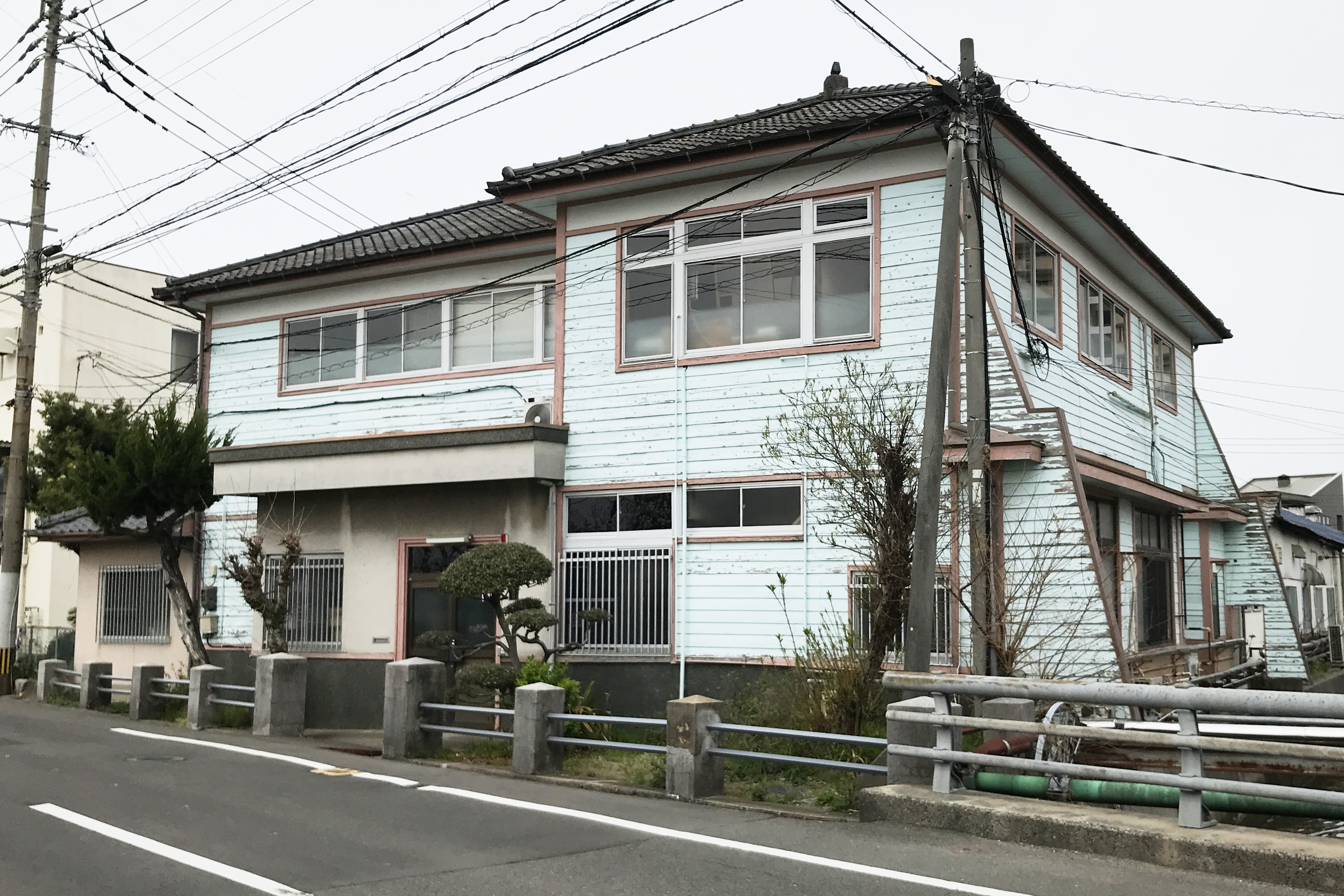
宮島商事事務所（唐津市船宮町）

- 宮島商事株式会社
- 宮島醤油フレーバー株式会社
- コーワ産業株式会社
- 佐賀県醤油協業組合